# Kirche Hl. Vasilije Ostroški (Istočno Sarajevo)

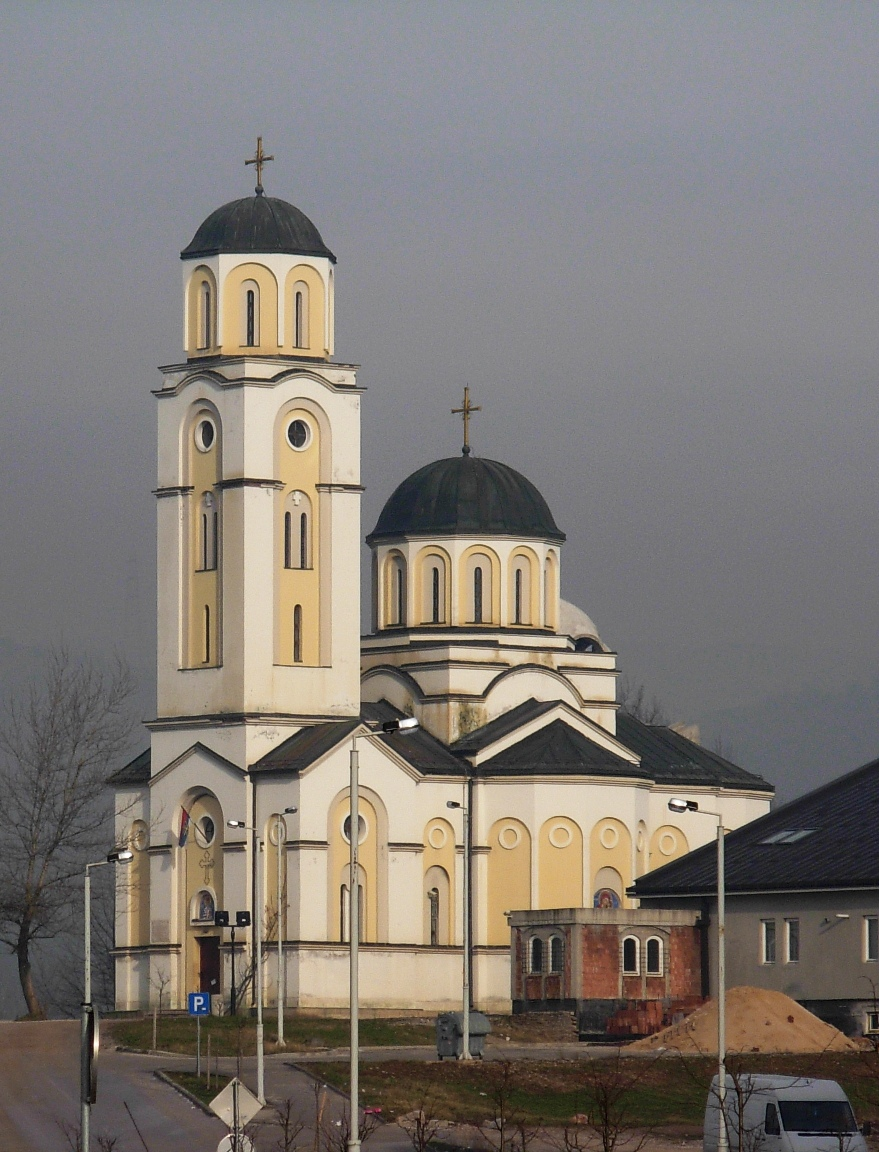
Die Serbisch-orthodoxe Kirche Hl. Vasilije Ostroški (Januar 2011)

Die Kirche Hl. Vasilije Ostroški (serbisch: Црква Светог Василија Острошког Чудотворца / Crkva Svetog Vasilija Ostroškog Čudotvorca) ist eine Serbisch-orthodoxe Kirche in der zentralbosnischen Stadt Istočno Sarajevo.
Die Kirche ist dem Heiligen Vasilije Ostroški dem Wundertäter geweiht. Sie ist die Pfarreikirche der Pfarrei Kotorac im Dekanat Sarajevo der Metropolie Dabrobosnien der Serbisch-orthodoxen Kirche, ihr Priester ist Danilo Dangubić.

## Lage
Die Kirche befindet sich im Zentrum des Stadtteils Veljine, in der Opština (Gemeinde) Istočna Ilidža der Stadt Istočno Sarajevo. Das Gotteshaus steht an der Straße Dabrobosanska Ulica. Um die Kirche wird derzeit das Pfarrhaus sowie ein Denkmal für die gefallenen serbischen Soldaten aus dem Bosnienkrieg gebaut.

## Geschichte und Architektur
Seit dem Bosnienkrieg liegen Stadt und Kirche in der Republika Srpska, einer der zwei Entitäten des südosteuropäischen Landes. Kurz vor den Jugoslawienkriegen im Jahr 1990 begann die Erbauung der Kirche auf dem Gelände Crkvice. Bis zum Jahr 1992 war die Kirche fertiggestellt.

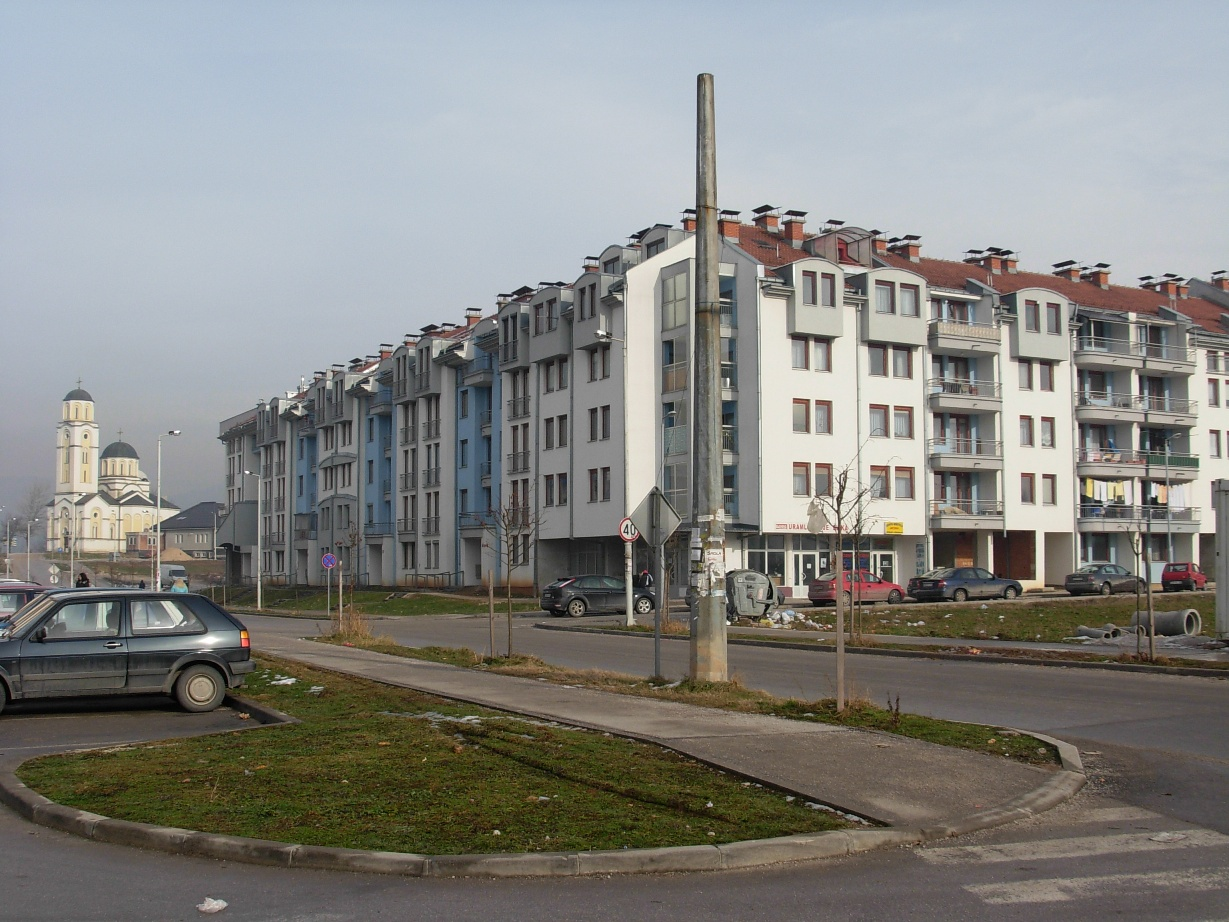
Die Kirche und naheliegende Wohnhäuser

Im Bosnienkrieg befand sich die Kirche an der Grenze der serbischen Republika Srpska und der kroatisch-muslimischen Föderation Bosnien und Herzegowina und somit an der Frontlinie. Im Lauf des Kriegs wurde die Kirche schwer beschädigt.
Nach dem Krieg wurde die Kirche 1998 großflächig renoviert. Am 2. Mai 1999 trafen sich in der Kirche die wichtigsten Angehörigen der Serbisch-Orthodoxen Kirche unter Führung des damaligen serbischen Patriarchen Pavle. Am 30. September 2001 wurde die Kirche vom Metropoliten Nikolaj aus Sarajevo neu geweiht. Die Kirche ist im serbisch-neobyzantinischen Baustil erbaut und besitzt, typisch für orthodoxe Kirchen eine Ikonostase mit Ikonen.

### Renovierung Oktober 2015
Die Kirche Hl. Vasilije Ostroški wird seit Oktober des Jahres 2015 renoviert, momentan wird die Fassade des Kirchturms erneuert, zudem werden auch die Dachplatten ausgetauscht. Auf der Kuppel des Kirchturms wurden 74 Löcher von Projektilen aus dem Bosnienkrieg gefunden, auf der Kuppel über dem Kirchenschiff, 98. Durch diese Schäden ist, durch Witterungseinflüsse die Fassade und ein Teil des Innenraums beschädigt worden.
Auch bekam die Kirche drei neue Kirchglocken, die zusammen 1.050 kg (eine 600, eine 300, eine 150 kg) wiegen. Die Kirchglocken wurde in der Gießerei „Ligrap“ im Dorf Belosavci in der Opština Topola in Serbien gegossen.
Für das Frühjahr 2016, werden die Erneuerungen der Kirchkuppel und des Dachs geplant und die ganze Kirche soll eine neue Fassade bekommen. Die Kosten für die komplette Renovierung belaufen sich auf 160.000 Konvertible Mark (80.000 Euro).